# Acadêmicos da Santa Cruz
O Grêmio Recreativo Cultural Escola de Samba Acadêmicos da Santa Cruz é uma escola de samba de São José dos Campos, Vale do Paraíba, São Paulo. Foi fundada em 21 de outubro de 2000 e tem as cores vermelho e branco.
Em 2012, foi a segunda escola a desfilar na segunda-feira de Carnaval, com o enredo Santa Cruz é festa o ano inteiro.

## Carnavais
| Ano                          | Colocação | Grupo    | Enredo | Ref.        |
| ---------------------------- | --------- | -------- | --- | ----------- |
| 2001                         | 5º lugar  | Blocos   | Santa Cruz, hoje uma explosão                                                                                                  | [ 3 ]       |
| 2002                         | 5º lugar  | 2        | O progresso da favela | [ 3 ]       |
| 2003                         |           |          | Brasil pentacampeã | [ 3 ]       |
| 2004                         | 3º lugar  | Blocos   | Um Eldorado nordestino | [ 3 ]       |
| 2005                         | 2º lugar  | Blocos   | Orgulhosamente trazendo alegria a Santa Cruz pede passagem                                                                     | [ 3 ]       |
| 2006                         | 3º lugar  | 2        | Amazonas um Gigante Verde pela Própria Natureza                                                                                | [ 3 ] [ 4 ] |
| 2007                         | 2º lugar  | I        | O mundo encantado dos brinquedos e brincadeiras.                                                                               | [ 3 ]       |
| 2008                         | 2º lugar  | Acesso   | Vem provar meu chocolate! A doce história do alimento dos Deuses.                                                              | [ 1 ]       |
| 2009                         | Campeã    | Acesso   | | [ 5 ]       |
| 2010                         |           | Especial | Neste palco da folia, a Santa Cruz toda faceira pega a sacola e vai à feira, exaltando o seu pavilhão, são dez anos de paixão. | [ 6 ]       |
| 2011                         | 2º lugar  | Acesso   | | [ 7 ]       |
| 2012                         | 6º lugar  | Especial | Santa Cruz... É festa o ano inteiro                                                                                            | [ 8 ] [ 9 ] |
| Em 2013 não ocorreu desfile. |           |          | |             |